# ملعب برامول لين
ملعب برامول لين (بالإنجليزية: Bramall Lane)‏ هو ملعب كرة قدم بُني في عام 1855، ويقع في مدينة شفيلد جنوب جنوب يوركشير بإنجلترا. في القرن ال19 كان للملعب مكانة خاصة كونه أكبر ملعب آنذاك في إنجلترا. حيث إستضاف الملعب معظم المباريات المهمة في المدينة، بما في ذلك المباراة النهائية لأول بطولة كرة قدم في العالم. كما كان يستخدم من قبل نادي شيفيلد وينزداي وشيفيلد إف سي في مبارياتهم الكبرى. وهو أيضاً الملعب الرئيسي لنادي شيفيلد يونايتد منذ تأسيس النادي في عام 1889. في وقتنا الحالي، يعتبر ملعب برامول لين على أنه اقدم ملعب كرة قدم في العالم لا يزال قيد الاستخدام، منذ بنائه في عام 1855.
افتتح الملعب في الأصل كملعب للعبة الكركيت بواسطة عائلة برامول. واستمر الملعب باحتضان منافسات الكركيت، وبعض مباريات أندية شيفيلد وينزداي وشيفيلد إف سي. لكن في 22 مارس 1889 تأسس نادي شيفيلد يونايتد على يد جون تشارلز كليق، رئيس نادي الكريكيت آنذاك، الذي كان يتخذ من البرامول لين ملعباً له. فقرر تأجير الملعب على إحدى فرق كرة القدم آنذاك، خاصة بعدما قرر نادي شيفيلد وينزداي الانتقال إلى ملعبة الخاص وترك ملعب البرامول لين. ومنذ ذلك الوقت أصبح ملعب البرامول لين، معقل نادي شيفيلد يونايتد.
تعرض الملعب للعديد من عمليات التجديد، كان آخرها في عام 2006، حيث أصبح الملعب يتسع لحضور 32,702 متفرج.